# Silberhütte Anhalt
Die Silberhütte Anhalt war eine montanwirtschaftliche Einrichtung zwischen  der Selkemühle und der Burg Falkenstein im Harz. Sie befand sich unterhalb vom Kleinen Hausberg, nicht weit entfernt von der Burg Anhalt, an der Selke. Noch heute ist der genaue Hüttenstandort durch eine Schlackenhalde im Gelände zu erkennen.
Die Hütte gehörte zum Kirchdorf Anhalt, das spätestens 1430 zur Wüstung wurde. Spätestens 1468 war diese Silberhütte in Betrieb. Sie gehörte zunächst Vertretern des Adelsgeschlecht von Benzingerode, die damit von den Fürsten von Anhalt belehnt worden sind. Zu Beginn des 17. Jahrhunderts kam diese Hütte zum Erliegen und verfiel.